# Streetgirls
Streetgirls (Originaltitel My Little Girl) ist ein US-amerikanisches Filmdrama von Connie Kaiserman aus dem Jahr 1986. In den Hauptrollen des Films agieren James Earl Jones, Geraldine Page und Mary Stuart Masterson.

## Handlung
Franny Bettinger, ein 16-jähriger Teenager, entstammt einer wohlhabenden Familie aus Philadelphia. Ihr Vater ist Anwalt. Die großen Themen ihres Lebens sind Tennis, Golf und die jeweilige Entscheidung, ob sie beim Segeln Blue Jeans oder lässige weiße Kleidung tragen soll. Nachdem Franny John Steinbecks Roman Früchte des Zorns gelesen hat, ist sie neugierig auf die für sie bisher nicht sichtbare Welt der Armen und will etwas für die Gesellschaft tun. So ergibt es sich, dass Franny während der Sommerferien unter der Leitung von Mrs. Chopper in einem Heim für obdachlose Mädchen arbeitet, Kinder, die verlassen wurden oder deren Eltern im Gefängnis sitzen. Dort kümmert sie sich auf Initiative des Heimleiters Ike Bailey vor allem um ein verwahrlostes Geschwisterpaar und ist alsbald in die Probleme der Mädchen verstrickt, für die sie sich ehrenamtlich engagiert. Aufgrund ihrer Herkunft schlägt ihr, die in den Augen der Mädchen auf der Sonnenseite des Lebens steht, offene Feindschaft entgegen. Mrs. Chopper warnt sie davor, sich in ihrer Arbeit zu sehr emotional zu engagieren. Franny lernt Gleichaltrige und deren Geschichten kennen, die weit über das hinausgehen, was sie sich bisher vorstellen konnte. Auch Frannys Eltern sind irritiert, dass ihre Tochter ihren bisher so geliebten Freizeitbeschäftigungen kaum noch nachgeht. Franny ist jedoch vor allem damit beschäftigt, Alice, ein rebellisches Mädchen zu erreichen. Alice kann es kaum erwarten, sich wieder auf der Straße herumzutreiben und ihr Leben vollends zu ruinieren. Franny kümmert sich aber auch sehr intensiv um die beiden Schwestern Joan und Camille, deren Mutter ein Verbrechen begangen hat und im Gefängnis sitzt. Eine Herausforderung stellt der zwielichtige Freund von Alice dar, der Franny auf eine gruselige Spritztour zu einer Flughafenlandebahn mitnimmt.
Franny bringt sich mit ungebrochener Energie in ihre Arbeit ein und organisiert im Heim eine Talentshow, die zu einem großen Erfolg wird. Hintergrund ihrer Aktion ist, dass sie wollte, dass die Mädchen erkennen, dass sie vielfältige Talente haben und nicht weniger wert sind, als andere, deren Leben anders verlaufen ist. Als die Mutter der Schwestern Joan und Camille aus dem Gefängnis ausbricht, ist einmal mehr Frannys Einsatz gefordert. Im Gegensatz zu Frannys Eltern findet die junge Frau Unterstützung durch ihre Großmutter Molly. Franny entwickelt sich in dieser Zeit, in der sie das Milieu-Elend anderer Menschen kennenlernt, von einem unbedarften Teenager zu einer verantwortungsvollen jungen Frau. Zwar sind viele ihrer Illusionen zerbrochen, ihr Engagement hingegen ist ungebrochen.

## Produktion

### Produktionsnotizen
Streetgirls sollte die einzige Regiearbeit von Filmproduzentin Connie Kaiserman bleiben, die auch das Drehbuch schrieb, nachdem sie eine Fallstudie mit dem Titel Weeping and the Playtime of Others über institutionalisierte Kinder gelesen hatte. Sie gründete für den Film ihr eigenes Produktionsunternehmen Black Swan Productions, der Film entstand in Zusammenarbeit mit Merchant Ivory Productions. Gedreht wurde ab dem 26. August 1985 in Philadelphia in Pennsylvania in den Vereinigten. Jennifer Lopez und Erika Alexander debütierten in diesem Film als Schauspielerinnen, für Traci Lind war es ihr Debüt in einem Kinofilm. Geraldine Page hingegen, die die Rolle der temperamentvollen Großmutter Molly in letzter Minute übernahm, hatte hier ihren letzten Leinwandauftritt. Eigentlich sollte die Rolle der Großmutter mit Maureen Stapleton besetzt werden, die aber aufgrund anderer Verpflichtungen kurzfristig absagte.

### Veröffentlichung, Ertrag
Der Film wurde am 31. August 1986 auf dem Montreal World Film Festival vorgestellt. Ab 22. Mai 1987 wurde er im Raum Philadelphia veröffentlicht, am 30. Oktober 1987 kam er in begrenztem Umfang in die amerikanischen Kinos. Am 16. Juli 1987 war er einer der Beiträge beim ’87 U.S. Film Festival. Im Vereinigten Königreich wurde er am 24. Juli 1987 veröffentlicht, in Australien am 19. November 1987 und in Japan am 10. Januar 1988. Veröffentlicht wurde er zudem in Frankreich, Ungarn, Polen, Portugal, Russland und in Spanien.
In der Bundesrepublik Deutschland wurde der Film 1987 von RCA/Columbia Pictures International Video auf VHS herausgegeben und im Juni 1989 unter dem Titel Streetgirls auf Video.
Bei einem Budget von circa 2,5 Millionen Dollar lag der weltweite Bruttoertrag von My Little Girl bei 25.000 Dollar.

## Rezeption

### Kritik
Die Redaktion der New York Times zitierte Eleanor Mannikka im All Movie Guide und schrieb, der Film thematisiere das Erwachsenwerden eines Teenagers. Die Darstellung von Jennifer López wurde als „frühreif“ („precocious“) bezeichnet.
Robert Horton befasste sich für What a Feeling! mit dem Film und lobte, Mary Stuart Masterson sei einer der hellsten Nachwuchsstars unserer Zeit, wie sie in mutigen Nebenrollen in At Close Range und Gärten aus Stein sowie mit ihrer emotional komplexen Darstellung in dem ansonsten eher oberflächlichen Ist sie nicht wunderbar? bewiesen habe. In My Little Girl trage sie nun endlich einen Film als Hauptfigur. Der Film sei ihrer allerdings nicht ganz würdig und biete ihr tatsächlich kaum Gelegenheit, ihr Talent zu zeigen. Der Film sei äußerst gut gemeint und stamme eindeutig aus der Feder von Drehbuchautorin Connie Kaiserman, deren Debütfilm es sei. Insgesamt habe sie die Rollen der Schauspieler überzeugend geschrieben, wobei auch einige gute Nebenrollen entstanden seien, so für James Earl Jones als den geplagten Chef des Hauses, für die inzwischen verstorbene Geraldine Page als Frannys Großmutter und für Peter Gallagher als Linds (Alice’) zwielichtiger Freund. Kaiserman zeichne einige Charaktere trotz kompetenter Schauspielerei stereotyp, auch die Eltern würden eher karikaturhaft gezeichnet. Am Ende trifte der Film mit einem Gefängnisausbruch ins Melodram ab und verliere die wohlgestimmte Leichtigkeit der Szenen im Heim. Es sei nicht schwer zu verstehen, warum der Film eine Weile im Regal gestanden habe, bevor er in einer kleinen Veröffentlichungsreihe erschienen sei. My Little Girl werde jedoch durch Mastersons unkomplizierte Darstellung ehrlich gehalten, was verhindere, dass die Handlung um sie herum völlig ins Klischee abdrifte.
Der Kritiker Hans-Ulrich Pönack schrieb in Pönis Kinowoche, der deutsche Titel von My Little Girl sei „eine Unverschämtheit“, siedele er den Film und sein Thema damit doch „spekulativ in der Nähe von Sex und Crime“ an. Dabei ginge es „um etwas völlig anderes“. Der Film erstaune „durch sein offenes Eintreten für Schwächere und seine harschen Kritik-Töne auf allzu krasse, erbärmliche Klassengegensätze. Mary Stuart Masterson als Franny [sei] dabei keine Heilige, sondern eben ein Teenie, die die Schwelle zum Erwachsenwerden bewusster und damit schmerzlicher erlebe als andere in ihrem Alter.“ Alles in allem biete der Film einen interessanten, realitätsnahen Stoff.
Der Filmdienst lobte: „Mit einfachsten Mitteln gestalteter empfehlenswerter Film, der von der Aufrichtigkeit und der außergewöhnlichen Ausdruckskraft seiner Darsteller lebt. – Ab 14.“

### Auszeichnung
Connie Kaiserman wurde im Jahr 1987 für den Großen Jurypreis  (Grand Jury Prize Dramatic) des Sundance Film Festivals nominiert. Der Preis ging jedoch an Jill Godmilow für ’’Waiting for the Moon’’